# ハンス＝ゲルト・ペテリング
ハンス＝ゲルト・ヘルマン・ペテリング（Hans-Gert Hermann Pöttering, 1945年9月15日 - ）は、ドイツの政治家。ニーダーザクセン州ベルゼンブリュック出身。第27代欧州議会議長。
1979年の第1回直接選挙から欧州議会議員の職にあり、1999年から2007年までは欧州人民党・欧州民主主義グループ (EPP-ED) の会派代表を務めていた。2004年の欧州議会議員選挙では、ドイツキリスト教民主同盟 (CDU) の比例代表の候補としては最上位だった。欧州社会党グループとの取り決めにより、2007年1月16日からジョセップ・ボレルに代わり、欧州議会の任期後半の議長に就任した。

## 学歴・職歴
ペテリングはボン大学、ジュネーヴ大学とジュネーヴ高等研究所で、法学、政治学、歴史学を専攻した。ニューヨークのコロンビア大学での研究滞在後、1974年にボン大学で論文『Die verteidigungspolitische Konzeption der Bundesregierung von 1955 - 1963, unter besonderer Berücksichtigung der Militärstrategie der USA』（アメリカ軍事戦略における特別な配慮の下での西ドイツ政府の1955年から1963年における防衛政策構想）をまとめ、博士号を取得した。1976年には第2次国家試験（司法試験）を受験した。1976年から1979年にかけて研究員、1989年からはオスナブリュック大学で非常勤講師として勤めた。また 1995年にはオスナブリュック大学の客員教授に任命された。
ペテリングは欧州の政治に関する著書を多く出版している。
オスナブリュック近郊のバート・イーブルク在住。カトリック教徒。妻とは離婚しており、息子が2人いる。

## 政歴

### ドイツ
1974年から1980年の間、ニーダーザクセン青年部の欧州政治部門のスポークスマンを務め、その後1981年から1991年にかけてニーダーザクセン欧州連邦主義者連合の地区議長に就いた。1997年から1999年にはドイツ欧州連邦主義者連合の代表を務めた。
1990年には CDU オスナブリュック地区支部の代表に就任。CDU 執行部役員、コンラート・アデナウアー基金役員も務めた。
このほか、バート・イーブルク射撃協会、バート・イーブルク中高等学校友好促進協会役員、社団法人ドイツ青年議会学芸員、市民運動Europa eine Seele geben（欧州を文化の力でさまざまな分野で統一させようとするもの）運営委員会委員長代理なども歴任した。

### ヨーロッパ
ペテリングは1979年以降、オスナブリュック・エムスラント・オストフリースラント地域から欧州議会議員に選出されている。
1994年から1999年にかけて、欧州議会の会派である欧州人民党グループ（キリスト教民主系会派、EPP）の代表代行、欧州民主主義グループ (ED) の代表代行を務めている。
1989年から1994年の間には、欧州議会の安全保障・軍備縮小分科委員会委員長を務めた。また1994年から1996年にかけてのEPP-EDの作業部会Regierungskonferenz 1994（欧州各国にある保守系政党の行動や関係を調整する部会）の会長としての活動においては、部会で纏めた会派の行動文書案について、1995年11月上旬にマドリードで開かれた EPP の総会で多くの賛成を得て可決させた。この文書は EPP のアムステルダム条約に対する立場を表している。
1996年から1999年には、EPP-ED における欧州連合拡大に関する作業部会の会長を務めた。
1999年から2007年にかけて、欧州議会会派の EPP-ED 代表を務めた。
2007年1月16日に欧州議会議長に選出された。議長選挙の際には、第1回投票で選出に必要とされる全体の有効投票数の過半数を100票以上上回る票を獲得した。

## 表彰歴
ペテリングは数多くの賞を受けている。とりわけ、EPP のロベール・シューマン・メダル、ドイツ連邦共和国功労勲章、オーストリア共和国名誉徽章、Mérite Européen en or（ヨーロッパ・メリット勲章 金章）、イタリア共和国功労勲章（カヴァリエーレ・ディ・グラン・クローチェ）が挙げられる。

## 著書
- Adenauers Sicherheitspolitik 1955 - 1963. Ein Beitrag zum deutsch-amerikanischen Verhältnis, Droste Verlag 1975, ISBN 3770004124
- Europas Vereinigte Staaten, Edition Interfrom 2000, ISBN 3720152375 ルトガー・キューンハルト (Ludger Kühnhardt) との共著
- Weltpartner Europäische Union, Edition Interfrom 2001, ISBN 3720152529 キューンハルトとの共著
- Kontinent Europa. Kern, Übergänge, Grenzen, Edition Interfrom 2002, ISBN 3720152766 キューンハルトとの共著
- Von der Vision zur Wirklichkeit. Auf dem Weg zur Einigung Europas, Bouvier 2004, ISBN 3416030532